# Piatra Bulbuci
Piatra Bulbuci este o arie protejată de interes național ce corespunde categoriei a IV-a IUCN (rezervație naturală, geologică și geomorfologică), situată în județul Alba, pe teritoriul administrativ al orașului Zlatna, satul Feneș
Rezervația naturală Piatra Bulbuci (3 ha.) este situată la o altitudine 540 m, și reprezintă o arie cu pajiști mezofile pe a cărei suprafață, constituită dintr-un bloc masiv de calcar (0,32 ha.) cu aspect de turn de cetate, înalt de 78 m,  se află cea mai impozantă stâncă izolată din bazinul Văii Ampoiului.

## Căi de acces
Se poate accesa da pe DN 74 Alba Iulia Abrud până la km 31, situat la NV de satul Galați, de unde se bifurcă o potecă ce urcă circa 800 m până la Piatra Bulbuci.